# Karang Dapo Lama
Karang Dapo Lama is een bestuurslaag in het regentschap Empat Lawang van de provincie Zuid-Sumatra, Indonesië. Karang Dapo Lama telt 1108 inwoners (volkstelling 2010).